# Maison Supersaxo
Pour les articles homonymes, voir Maison Supersaxo (homonymie).
La Maison Supersaxo est une maison construite au XVIe siècle par Georges Supersaxo, fils illégitime de Walter Supersaxo, à Sion, dans le canton du Valais, en Suisse. Elle est parfois considérée comme la plus belle maison Renaissance du Valais. La maison Supersaxo est aujourd'hui utilisée par la municipalité de Sion comme salle de réunion et de bureaux.

## Description
La maison Supersaxo est constituée de deux étages, reliés par un escalier à l'italienne, décoré de peintures murales héraldiques,. Le rez-de-chaussée abrite une maquette de la ville de Sion. Le premier étage est constitué de la salle dite des Solives (1602), aujourd'hui une salle de réunion.
Le deuxième étage est constitué de la salle dite des fêtes, réaménagée en 1776, mais dont le plafond est d'origine (1505) et est particulièrement remarquable,. Il a été sculpté et peint par Jacobinus Malacrida, et est constitué d'une grande rosace, dont le centre est constitué d'une représentation sculptée et peinte de la scène de la Nativité. La rosace est inscrite dans un carré dont les coins sont eux-mêmes ornés de petites rosaces. Ce carré est encadré à droite et à gauche par une bande divisée en quatre carrés, comprenant chacun également une rosace.  Les armoiries de Georges Supersaxo sont présentes aux quatre coins de la pièce. Cet étage abrite aujourd'hui le service des ressources humaines de la Ville de Sion.
Une autre partie du bâtiment originel a été transformé en restaurant, et appartient à la bourgeoisie de Sion.

## Classement
La maison Supersaxo est classée comme bien culturel d'importance nationale.